# Lankesteria clavellinae
Lankesteria clavellinae is een soort in de taxonomische indeling van de Myzozoa, een stam van microscopische parasitaire dieren. Het organisme komt uit het geslacht Lankesteria en behoort tot de familie Lecudinidae. Lankesteria clavellinae werd in 1899 ontdekt door Labbe.